# Zyginidia pullula
Zyginidia pullula är en insektsart som först beskrevs av Karl Henrik Boheman 1845.  Zyginidia pullula ingår i släktet Zyginidia och familjen dvärgstritar. Enligt den finländska rödlistan är arten nationellt utdöd i Finland. Arten är reproducerande i Sverige. Artens livsmiljö är torra gräsmarker. Inga underarter finns listade i Catalogue of Life.